# Acanalonia carinata
Acanalonia carinata är en insektsart som beskrevs av Metcalf och Bruner 1930. Acanalonia carinata ingår i släktet Acanalonia och familjen Acanaloniidae. Inga underarter finns listade i Catalogue of Life.